# Luszyn
Luszyn – wieś sołecka w Polsce położona w województwie mazowieckim, w powiecie gostynińskim, w gminie Pacyna.
Prywatna wieś szlachecka położona była w drugiej połowie XVI wieku w powiecie gąbińskim ziemi gostynińskiej województwa rawskiego. 
Pod koniec XIX w. folwark na obszarze wsi nosił nazwę Wydra.
W okresie międzywojennym w majątku Luszyn gospodarował wraz z żoną Stanisław Aleksander Godlewski (1867-1933), działacz społeczny, charytatywny i polityczny, szambelan papieski, członek Trybunału Stanu, senator II i III kadencji z ramienia Związku Ludowo-Narodowego i Stronnictwa Narodowego.
W latach 1975–1998 miejscowość administracyjnie należała do województwa płockiego.
W czasie kampanii wrześniowej stacjonował tu III/3 dywizjon myśliwski oraz 43 Eskadra Towarzysząca.

## Zabytki
Zabytki we wsi:
- murowany z cegły kościół w stylu gotycko-renesansowym z 1595 roku, restaurowany w II połowie XVII wieku, w XVIII i XIX w.
- pałac klasycystyczny wzniesiony w I połowie XIX wieku
- niemiecki cmentarz wojenny z 1918 roku
- cmentarz rzymskokatolicki z pocz. XIX wieku z kwaterą żołnierzy poległych w 1939 roku.